# مدينة الخمس عشرة دقيقة
تُشكّل مدينة الخمس عشرة دقيقة نموذجاً لمدينةٍ يُمكن لقاطنيها تلبية مُعظم حاجاتهم الحياتيّة الأساسيّة ضمن نطاقٍ لا يتطلّب اجتيازه السير من منازلهم أكثر من ربع ساعةٍ مشياً على الأقدام أو باستخدام الدرّاجات الهوائيّة.

## تاريخ
تُنسب هذه الفكرة إلى العالِم الكولومبي الفرنسي كارلوس مورينو الذي طرحها سنة 2016، واشتُهرت بعد أن أعلنت آن هيدالغو عُمدة باريس رغبتها في تطبيقها خلال حملتها الانتخابيّة سنة 2020. وُصفت الفكرة بأنّها «عودةٌ إلى نمط الحياة المحلية».
أسهمت المخاوف الناجمة عن أزمة المناخ والمصاعب التي نجمت عن جائحة فيروس كورونا في تسريع دراسة وتنفيذ المُقترح. وتجلّى ذلك في اعتماد «مجموعة المدن C40 للقيادة المناخية» في يوليو 2020 هذا النموذج إطاراً لإعادة إعمار المُدن بشكلٍ أفضل.